# Copidosoma thompsoni
Copidosoma thompsoni är en stekelart som beskrevs av Mercet 1925. Copidosoma thompsoni ingår i släktet Copidosoma och familjen sköldlussteklar.
Artens utbredningsområde är:
- Bulgarien.
- Frankrike.

Inga underarter finns listade i Catalogue of Life.